# Бібліотека (Зона сутінків)
Бібліотека (англ. The Library) — третій сегмент 22-го епізоду 1-го сезону телевізійного серіалу «Сутінкова зона».

## Сюжет
Молода безробітна жінка на ім'я Еллен Пендлтон мріє стати письменником. Одного разу вона знаходить собі роботу — влаштовується асистентом бібліотекаря. Сама бібліотекарка, немолода жінка Глорія, бере Еллен до себе в помічниці таємно, без відома її роботодавців. В ході вступного інструктажу виявляється, що це не звичайна бібліотека: тут зберігаються книги, кожна з яких описує життя тієї чи іншої людини. Ці книги постійно змінюються в спеціальному кабінеті, розташованому по сусідству з архівом. Після того, як певна людина помирає, відповідна їй книга вилучається. Глорія суворо забороняє Еллен розкривати та читати будь-яку з цих книг.
В процесі виконання своїх службових обов'язків Еллен не втримується та знаходить книгу зі своїм ім'ям. Розкривши її, вона бачить запис, який зафіксував її останню дію. Злякавшись, вона негайно закриває свою книгу та ставить її на місце. Після цього Еллен вирішує потай редагувати потрібні їй книги для того, щоб влаштовувати життя оточуючих її людей так, як потрібно їй. Одного разу Еллен заходить до сусідів, які заважають їй занадто гучними розмовами та сміхом. Роздратована, вона знаходить у своїй бібліотеці книгу життя свого сусіда Даґа Келлегера та, зробивши в ній відповідні дописи, перетворює його на священика-одинака. Потім, прийшовши додому з роботи, вона дізнається, що її сестра Лорі ніяк не може влаштувати своє особисте життя й тепер перебуває в цілковитому розпачі. Еллен вирішує допомогти своїй сестрі та шляхом редагування її книги дарує їй сімейне життя. Однак і ця дія має свої побічні наслідки: через деякий час виявляється, що чоловік Лорі витратив останні гроші на нову шубу своїй дружині, а сам знаходиться тепер на грані банкрутства. Еллен виправляє його фінансове становище, знайшовши та відредагувавши його книгу. Тепер чоловік Лорі — успішний бізнесмен, який займається оборудками, що стосуються нерухомості. Однак і тут мають місце значні проблеми: чоловік перетворився на шахрая і тепер біля його помешкання відбуваються велелюдні акції протесту його жертв. Жінка вирішує змінити місце проживання та, зробивши необхідні дописи в своїй книзі, «придбала» собі невеликий будинок біля морського узбережжя. Проте її тут також чекають неприємності: Еллен бачить свою сестру, що лежить на березі непритомна, та дізнається від іншої жінки, що Лорі врятувала її сина, коли той заплутався у водоростях та почав тонути. Сама Лорі знаходиться тепер на грані життя та смерті, її намагається врятувати молодий чоловік, який робить їй штучне дихання. Злякавшись, Еллен біжить до бібліотеки, щоб врятувати свою сестру, однак в цей час бібліотекарка Глорія дізнається про те, що Еллен потай редагує книги. Цей факт стає відомим і роботодавцям Глорії. Наприкінці епізоду життя Еллен та всіх, хто її оточує, знову починає протікати так, як і раніше; Еллен, вийшовши з бібліотеки, зустрічає свою сестру, яка вже нічого не знає про ті події, що трапилися з нею перед цим. Сама бібліотека зникає, а на її місці віднині знаходиться помешкання надокучливого сусіда Еллен Келлегера.

## Цікавий факт
Епізод не має оповіді ні на початку, ні в кінці.

## Ролі виконують
- Юта Хаген — Глорія
- Френсіс Конрой — Еллен Пендлтон
- Лорі Петті — Лорі Пендлтон
- Джо Сантос — Даґ Келлегер
- Кендіс Аззара — Карла Моленкемі
- Алан Блуменфельд — Едвін Дьюетт

## Прем'єра
Прем'єрні покази епізоду відбулися в США та Великій Британії 28 березня 1986, одним з перших епізод був показаний також у Нідерландах (18 липня 1990).